# Juliusz Kleeberg
Juliusz Kleeberg (ur. 30 marca 1890 w Trembowli, zm. 4 lipca 1970 w Sydney) – generał brygady Wojska Polskiego.

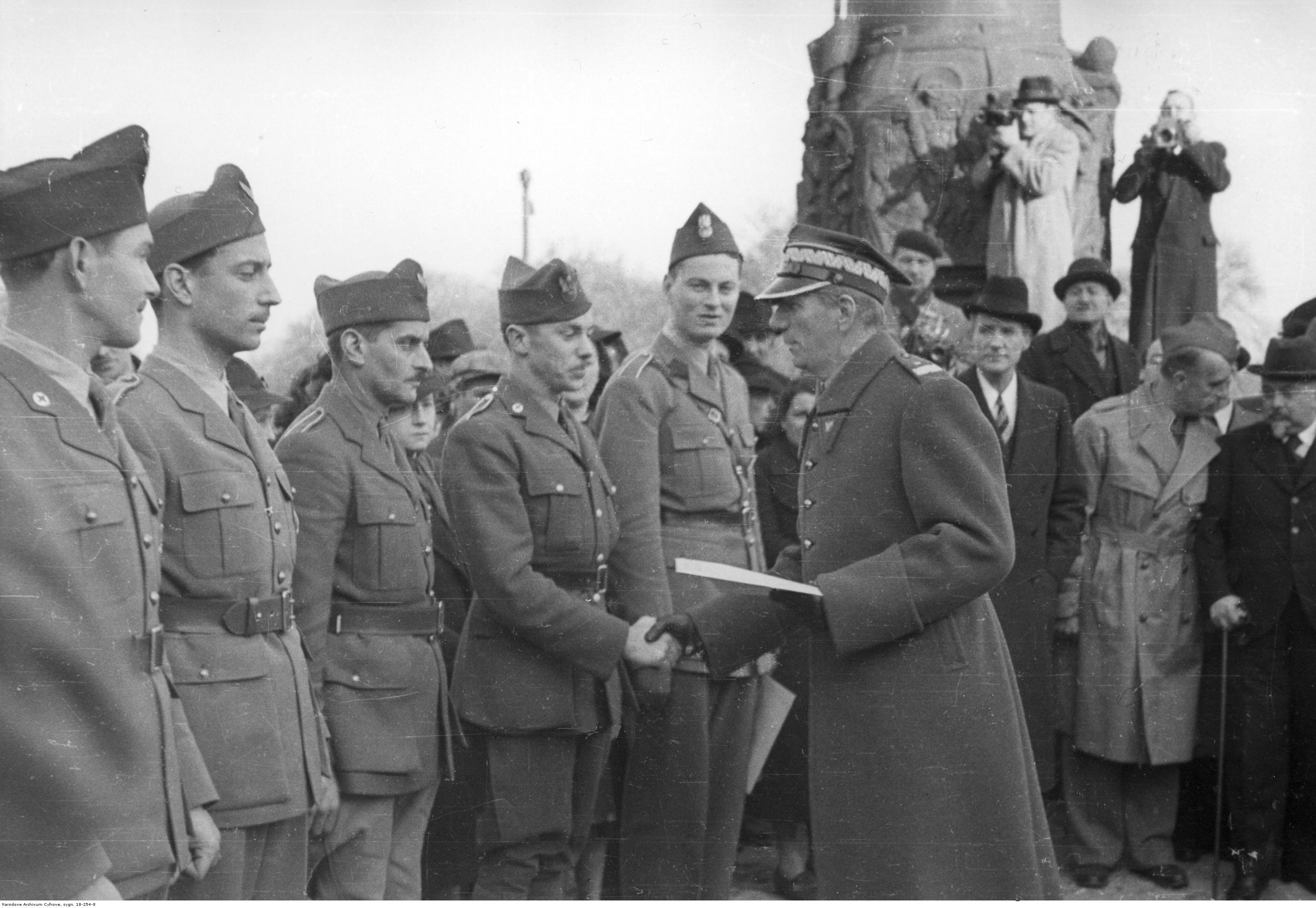
Wręczanie dyplomów w Wojsku Polskim we Francji przez gen. Juliusza Kleeberga; Paryż 1940 r.

## Życiorys
Juliusz Kleeberg urodził się 30 marca 1890 roku w Trembowli, w rodzinie Emila, oficera cesarskiej i królewskiej armii, i Józefy Kuschée. Był młodszym bratem Franciszka, późniejszego generała dywizji. Żonaty z Haliną Przejmo-Olszyńską, z którą miał syna Andrzeja (ur. 1920).
Ukończył Akademię Wojskową w Wiener Neustadt. Na stopień podporucznika został mianowany ze starszeństwem z 1 września 1910 i wcielony do 4. Galicyjskiego Pułku Ułanów w Żółkwi (od 1912 w Wiener Neustadt). W 1913 został przeniesiony do Pułku Dragonów Nr 3 w Wiedniu. Na stopień porucznika został mianowany ze starszeństwem z 1 sierpnia 1914.
W listopadzie 1915 roku, jako porucznik Pułku Ułanów Nr 4 został przydzielony do Legionów Polskich, a następnie do Polskiego Korpusu Posiłkowego. Pełnił służbę w 2 pułku ułanów, później w c. i k. Komendzie Legionów. Od 31 stycznia do 9 marca 1917 roku był słuchaczem Kursu oficerów sztabowych i adiutantów wyższych dowództw w Warszawie. Po ukończeniu kursu otrzymał tytuł oficera przydzielonego do Sztabu Generalnego i został wyznaczony na stanowisko oficera sztabu w c. i k. Komendzie III Brygady Legionów Polskich. Na stopień rotmistrza został mianowany ze starszeństwem z 1 maja 1917.
Od września 1917 roku był instruktorem wyszkolenia i dowódcą szwadronu na kursie szkoleniowym Polskiej Siły Zbrojnej. Był pracownikiem Komisji Przygotowującej Ustawę i Program Szkoły Rycerskiej im. Tadeusza Kościuszki Tymczasowej Rady Stanu.
W listopadzie 1918 roku przyjęty do Wojska Polskiego i mianowany attaché wojskowym przy Poselstwie Polskim w Kijowie. W lutym następnego roku został szefem sztabu 1 Dywizji Piechoty Legionów. W czerwcu 1919 został szefem sztabu Inspektoratu Jazdy i wykładowcą taktyki kawalerii w Wojennej Szkole Sztabu Generalnego w Warszawie. W marcu 1920 został wysłany do Paryża, z przydziałem do Polskiej Misji Zakupów na stanowisko szefa sekcji. Od października 1920 do lutego 1922 był słuchaczem francuskiej Wyższej Szkoły Wojennej (École Supérieure de Guerre) w Paryżu. Razem z nim studiowali między innymi późniejsi generałowie WP: Władysław Bortnowski i Józef Jaklicz. Od lutego 1922 dyrektor nauk w Centralnej Szkole Jazdy w Grudziądzu. 11 października 1923 roku został przydzielony do macierzystego 2 pułku szwoleżerów z równoczesnym odkomenderowaniem do Oddziału II SG. Od listopada 1923 do stycznia 1928 attaché wojskowy w Paryżu. W styczniu 1928 roku został przeniesiony do 5 pułku strzelców konnych w Tanowie na stanowisko dowódcy pułku. W marcu 1930 roku został mianowany dowódcą 6 Samodzielnej Brygady Kawalerii w Stanisławowie. Na tym stanowisku został awansowany na generała brygady ze starszeństwem z dniem 19 marca 1937 i 3. lokatą w korpusie generałów. 1 kwietnia 1937 roku dowodzona przez niego wielka jednostka została przemianowana na Podolską Brygadę Kawalerii. W sierpniu 1939 roku został mianowany zastępcą dowódcy Okręgu Korpusu Nr II w Lublinie.
Po kampanii wrześniowej przedostał się do Francji. Od listopada 1939 do czerwca 1940 attaché wojskowy i komendant placu Paryż. Po upadku Francji wycofał się przejściowo do Hiszpanii, po czym od drugiej dekady lipca 1940 jako dowódca Wojska Polskiego we Francji organizował potajemnie ewakuację zdemobilizowanych żołnierzy do Wielkiej Brytanii i koordynował działania wojskowe. Formalnie zajmował stanowisko tłumacza generalnego na czele polskiej struktury dowódczej utworzonej przy kierownictwie Zgrupowania Pracowników Cudzoziemskich (GTE) w administracji państwa Vichy. 8 października 1940 wydał mjr. Gwidonowi Langerowi rozkaz kontynuowania pracy kryptoanalitycznej polskiego zespołu specjalistów od Enigmy PC Bruno pod kryptonimem Cadix i nadzorem mjr. Gustave'a Bertranda z Vichy, a równolegle dla Oddziału II Sztabu Naczelnego Wodza w Londynie pod nazwą Ekspozytura 300. 2 maja 1941 zaaprobował nominację mjr. Mieczysława Słowikowskiego na szefa Agencji Afryka w Algierze. Utrzymywał kontakty z gen. Henrim Giraudem, reprezentującym propétainowskie skrzydło Francuskiego Komitetu Wyzwolenia Narodowego faworyzowane przez Amerykanów. We wrześniu 1942 odwiedził Londyn. Pełnił funkcję tłumacza generalnego przy GTE do listopada 1942, kiedy zastąpił go płk Józef Jaklicz. W kwietniu 1943 zagrożony aresztowaniem Kleeberg opuścił Francję i udał się do Włoch. Od stycznia do grudnia 1944 piastował stanowisko przedstawiciela Rządu Stanisława Mikołajczyka do Spraw Opieki Nad Uchodźcami we Włoszech, a potem był szefem Wojskowej Delegacji Rzeczypospolitej przy Sztabie Wojsk Sprzymierzonych. Od grudnia 1944 w dyspozycji Ministra Obrony Narodowej.
Po demobilizacji Polskich Sił Zbrojnych na Zachodzie w 1948 prowadził z żoną farmę w Wielkiej Brytanii, a w 1952 osiadł w Australii, gdzie mieszkał już jego syn, podoficer polskiego lotnictwa. Prowadził sklep w Sydney. W 1956 przyjął obywatelstwo australijskie. Był prezesem Rady Naczelnej Polonii Australijskiej 1954–1958 i ponownie po Andrzeju Racięskim 1960–1970. 
Zginął potrącony przez samochód w pobliżu Mount Vincent podczas postoju w drodze na wydarzenie polonijne w Maitland w Nowej Południowej Walii wieczorem 4 lipca 1970 roku, podróżując w towarzystwie działaczy harcerskich Witolda Szupryczyńskiego, Ryszarda Trejstera i Anny Trejster. Pogrzeb odprawił 11 lipca arcybiskup Sydney Norman Gilroy. Kleeberg spoczął na cmentarzu Pinegrove Memorial Park w Sydney.

## Awanse
- rotmistrz – 26 listopada 1916[25]
- major – 12 października 1918[1]
- podpułkownik – 11 czerwca 1920 zatwierdzony ze starszeństwem z dniem 1 kwietnia 1920, zweryfikowany 3 maja 1922 ze starszeństwem z 1 czerwca 1919
- pułkownik – 1 grudnia 1924 ze starszeństwem z dniem 15 sierpnia 1924 i 7. lokatą w korpusie oficerów kawalerii
- generał brygady – 19 marca 1937

## Ordery i odznaczenia
- Krzyż Oficerski Orderu Odrodzenia Polski (11 listopada 1936)[26]
- Krzyż Walecznych (czterokrotnie[24][27], po raz 1 i 2 w 1922)[28]
- Złoty Krzyż Zasługi (29 kwietnia 1925)[29][24][27][30]
- Medal Niepodległości (22 kwietnia 1938)[31]
- Medal Pamiątkowy za Wojnę 1918–1921[27]
- Medal Dziesięciolecia Odzyskanej Niepodległości[27]
- Odznaka „Znak Pancerny”
- Wielki Oficer Orderu Sławy „Nichan Iftikhar”(Tunezja)[30]
- Wielki Oficer Orderu Legii Honorowej (Francja)[24]
- Kawaler Orderu Legii Honorowej (Francja)[27][32]
- Krzyż Zasługi Wojskowej 3 klasy z dekoracją wojenną i mieczami (Austro-Węgry)[5][33]
- Srebrny Medal Zasługi Wojskowej na wstążce Krzyża Zasługi Wojskowej (Austro-Węgry)[33]
- Brązowy Medal Zasługi Wojskowej z mieczami na wstążce Krzyża Zasługi Wojskowej (Austro-Węgry)[33]
- Krzyż Wojskowy Karola (Austro-Węgry)[33]

## Opinie
Wyszkolenie brygady prowadził inteligentnie i poprawnie. Na ćwiczeniach aplikacyjnych jako parokrotny dowódca dywizji i korpusu kawalerii czerwonej pracował zupełnie wystarczająco. Jako wychowawca zanadto zdaje się wypuścił z ręki jeden ze swych pułków. Sprawę tą badam dopiero, więc nie mogę sprecyzować jeszcze opinii. /-/ gen. Kazimierz Fabrycy.